# Valverde de Júcar
Valverde de Júcar est une municipalité espagnole de la province de Cuenca, dans la région autonome de Castille-La Manche.